# جرج دنیس (بازیکن فوتبال)
جرج دنیس (انگلیسی: George Dennis؛ 12 September 1897 – ۱۹۶۹ (۷۱−۷۲ سال)) بازیکن فوتبال اهل پادشاهی متحد بریتانیای کبیر و ایرلند بود.